# Matthew Tuck
Matthew "Matt" Tuck, född den 20 januari 1980 i Bridgend, södra Wales är en av två gitarrister och sångare i metalcore-bandet Bullet for My Valentine. Han spelar också trummor.
Matthew Tuck har uppgivit Metallica som sin största musikaliska influens. Vid 14 års ålder, upptäckte Tuck bandet genom MTV där videon för Enter Sandman spelades en hel del, vilket inspirerade honom till att börja spela elgitarr. År 2007 blev Tuck opererad i halsen på grund av en infektion och bandet var då oroliga för om han någonsin skulle kunna sjunga igen. Operationen gick bra och Tuck kunde sjunga även efter den, med en smått annorlunda röst. Matt Tuck är också sångare och gitarrist i supergruppen AxWound bildad 2012 av Tuck och Liam Cormier från Cancer Bats.
Hans andra favoritband är Mötley Crüe, Iron Maiden, Judas Priest, Pantera och Megadeth.

## Diskografi
Studioalbum med Bullet for My Valentine
- The Poison (2005)
- Scream Aim Fire (2008)
- Fever (2010)
- Temper Temper (2013)
- Venom (2015)
- Gravity (2018)

Studioalbum med AxeWound
- Vultures (2012)